# Agua Mansa

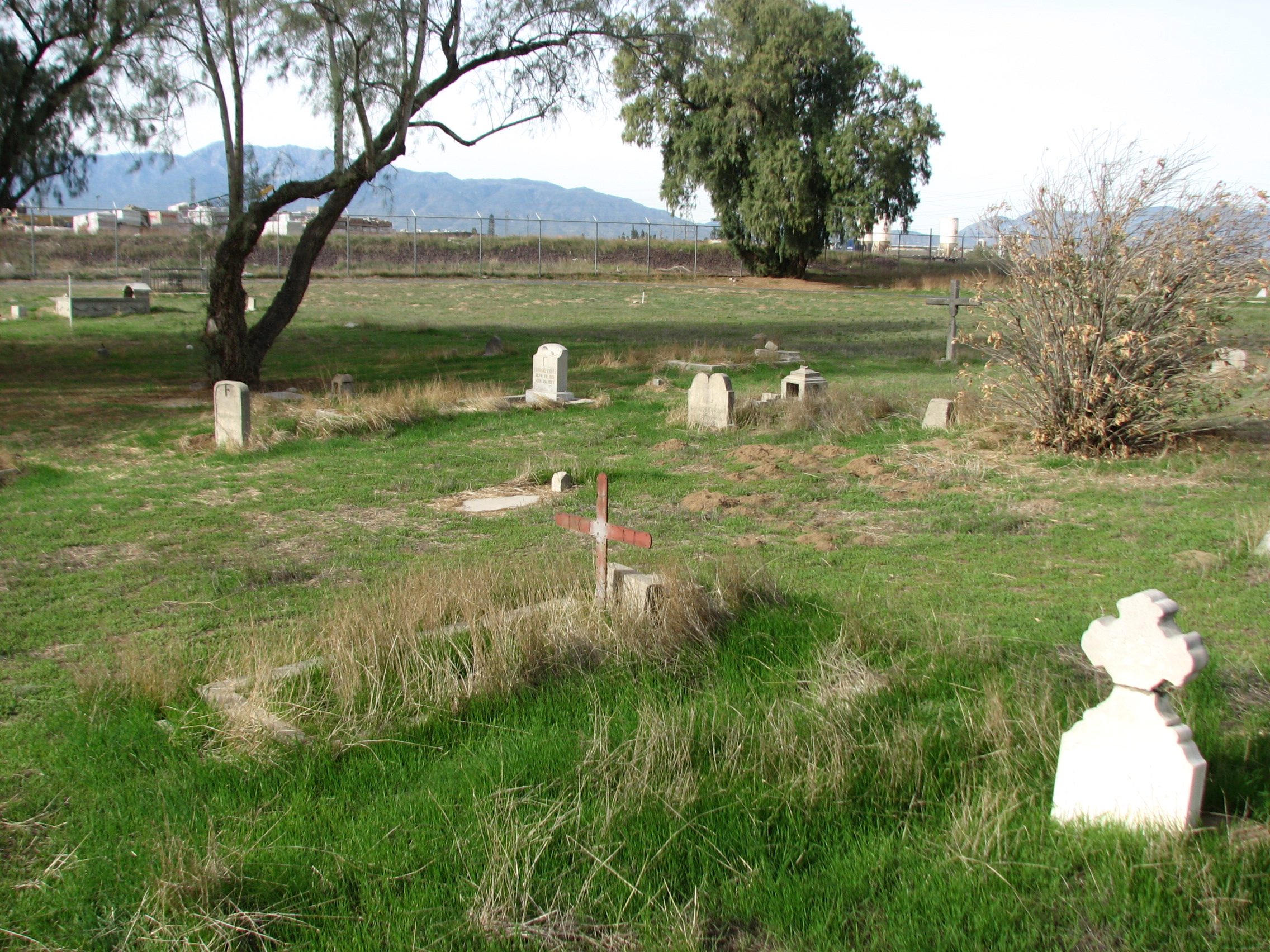
Der Agua Mansa Pioneer Cementary.

Agua Mansa ist eine in der Folge einer Flutkatastrophe aufgegebene Siedlung im San Bernardino County in Kalifornien. Es lag am Santa Ana River. Von Agua Mansa ist nur noch der Friedhof erhalten, der als Agua Mansa Pioneer Cementary als California State Historic Landmark geschützt ist. 
Die Ortschaft war in den 1830er Jahren als Puffer gegen Banditen auf der Straße von Santa Fe nach Los Angeles gegründet worden. Auf der anderen Flussseite entstand zur selben Zeit eine Zwillingssiedlung mit Namen La Placita. Diese beiden Orte waren die ersten Siedlungen im San Bernardino Valley mit eigener Schule und Kirche. Um 1845 waren die Orte die größten Siedlungen zwischen Los Angeles und New Mexico. 1862 wurde Agua Mansa durch eine Flut des Santa Ana Rivers fast vollständig zerstört. Einzig die Kirche, der Friedhof und ein 1854 erbautes Geschäftsgebäude überstanden die Flut. Ein Wiederaufbau scheiterte letztendlich. 1867 wurde die Pfarrei nach San Bernardino verlegt, das Kirchengebäude ab 1883 dem Verfall überlassen.